# Elizabeth Cotten
Elizabeth (Libba) Cotten (Chapel Hill, 5 januari 1893 – Syracuse, 29 juni 1987) was een Amerikaans folk- en bluesmusicus. Ze introduceerde een eigen tokkelmethode omdat ze als linkshandige een rechtshandige gitaar bespeelde. Haar bekendste lied is Freight train dat ze op twaalfjarige leeftijd schreef.

## Biografie
Cotten werkte al op jonge leeftijd en kocht van haar spaargeld een rechtshandige gitaar. Zelf linkshandig, draaide ze de gitaar om en leerde ze zichzelf ondersteboven spelen. Hierbij tokkelde ze vooral met twee vingers. Ze was nog maar twaalf jaar oud toen ze in 1906 het nummer Freight train schreef, een lied dat door de jaren heen telkens weer gecoverd werd.
Het duurde echter nog veertig jaar voordat haar lied en muziektalent weer opgemerkt werden, omdat ze streng gelovig opgevoed werd en haar gemaand werd god te dienen. In de praktijk betekende dit dat ze de gitaar aan de kant moest zetten en al op vijftienjarige leeftijd trouwde.
Haar huwelijk strandde en na haar scheiding vertrok ze naar Washington D.C. In de aangrenzende staat Maryland kreeg ze werk als huishoudster bij de vrouw van de etnomusicoloog Charles Seeger. Hier speelde ze Freight train voor diens kinderen Peggy en Mike Seeger. Om erkend te worden als de rechtmatige eigenaar van het lied raakte ze tot 1957 verwikkeld in verschillende rechtszaken. Dat was ook het jaar dat haar lied het grootste succes behaalde, in de uitvoering door Chas McDevitt en Nancy Whiskey, met een nummer 5-notering in het Verenigd Koninkrijk en op nummer 40 in de VS.
In 1957 bracht ze met hulp van Seegers kinderen haar eerste album uit en haar bluesstijl werd ook onder andere musici gemeengoed. In 1965 bracht ze haar tweede album uit dat werd bewerkt door Mike Seeger. Daarna volgden nog twee albums, waaronder een livealbum uit 1965.
In 1972 werd ze voor haar aandeel in de folkmuziek onderscheiden met de Burl Ives Award. In 1987 werd ze kort voor haar dood onderscheiden met een Grammy Award voor haar livealbum uit 1984.

## Discografie
Cotton bracht de volgende albums uit:
- 1957: Negro folk songs and tunes (ook als Folksongs and instrumentals with guitar, 1958)
- 1965: Volume 2: Shake sugaree
- 1965: Volume 3: When I'm gone
- 1984: Live

- Bibliothèque nationale de France: cb14064688t (data)
- Gemeinsame Normdatei: 103543900X
- International Standard Name Identifier: 0000 0000 6655 2300
- Library of Congress Control Number: n85373137
- MusicBrainz: 907f53c2-f7d1-406a-8071-30262ba472ca
- Nationale Bibliotheek van Israël: 987007315290005171
- Nederlandse Thesaurus van Auteursnamen: 20228560X
- SNAC: w64z5xv0
- Système universitaire de documentation: 148366694
- Virtual International Authority File: 71598024
- WorldCat: E39PBJyCKD4RQWF8T3M7hgx7HC